# 小梁贊采韋
48°53′5″N 38°22′59″E / 48.88472°N 38.38306°E
小梁贊采韋（烏克蘭語：Малорязанцеве）是位於烏克蘭東部的市級鎮，由盧甘斯克州北頓涅茨克區的利西昌斯克市鎮負責管轄。該鎮面積7.59平方公里，海拔高度97米，2011年該鎮人口838，人口密度每平方公里110.4人。